# La Famille Bargeot
« Bargeot » redirige ici. Pour l’article homophone, voir Barjot.
La Famille Bargeot est une série télévisée française en 65 épisodes de 13 minutes, créée par Stéphane Collaro et diffusée du 18 mars au 28 juin 1985 sur TF1.
Au Québec, elle a été diffusée en fin de soirée à partir du 29 avril 1985 sur TVFQ 99.

## Synopsis
La série raconte l'histoire d'une famille de Français moyens, un peu "beaufs". Leurs défauts sont volontairement exagérés, chauvins, râleurs mais sympathiques.

## Historique
En France, c'est la première série qui s'apparente à une sitcom. Si le format n'est que des 13 minutes, et que les rires enregistrés sont absents, son unité de lieu : la maison des Bargeot, et surtout le portrait au vitriol d'une famille de "beaufs" laisse entrevoir les prémices de la sitcom américaine Mariés, deux enfants.
Diffusée du lundi au vendredi en lieu et place de Cocoricocoboy à partir du 18 mars 1985 sur TF1, La Famille Bargeot n'aura pas le temps de s'installer. Sur les 65 épisodes tournés, tous ne seront pas diffusés car les téléspectateurs français n'auront pas apprécié de se voir ainsi caricaturés. TF1 devra réduire le nombre initial d'épisodes commandés, ce qui entraîna un coût supérieur de 4,5 millions de francs.

## Distribution
- Michel Fortin : Raymond Bargeot
- Agnès Andersen : Odile Bargeot
- Gérard Dournel : Grand-père Gustave
- Michele Marcey : Grand-mère Lucie
- Valérie Rojan : Sandrine Bargeot
- Fabrice Josso : Robert « Bob » Bargeot
- Barthélémy Robino : Nicolas Bargeot

De nombreux invités ont fait leur apparition au fil des épisodes, parmi lesquels Jean Benguigui, Christophe Bourseiller, Patrick Braoudé, Philippe Bruneau, Claire Nadeau, André Bézu, Roger Carel, Pierre Doris, Fabienne Egal, Danièle Évenou, Gérard Hernandez, Harold Kay, Gérard Krawczyk, Catherine Lachens, Chantal Ladesou, Patrice Melennec, Isabelle Mergault, Thierry Roland, Denis Vincenti, Dorothée Jemma, etc.

## Fiche technique
Parmi les auteurs, il faut noter Patrick Braoudé, Gérard Krawczyk, Jean-Paul Lilienfeld, et Sylvain Madigan.